# Lake Marian
Der Lake Marian ist ein Gebirgssee im Southland District der Region Southland auf der Südinsel von Neuseeland.

## Namensherkunft
Seinen Namen erhielt der See im Jahr 1889 von dem Hauptvermessungsingenieur E. H. Wilmot, der ihn nach einer seiner Cousinen benannte.

## Geographie
Der Lake Marian befindet sich auf einer Höhe von 695 m in den Darran Mountains, rund 6 km ostsüdöstlich des östlichen Eingangs zum Homer Tunnel, der als Straßentunnel einen Zugang zum weiter nordnordwestlich gelegenen Milford Sound/Piopiotahi ermöglicht. Der Gebirgssee verfügt über eine Flächenausdehnung von 87,7 Hektar und besitzt einen Umfang von rund 5,07 km. Er erstreckt sich über eine Länge von rund 2,05 km in Nordwest-Südost-Richtung und misst an seiner breitesten Stelle rund 630 m in Südwest-Nordost-Richtung. Der See wird von bis zu 2474 m hohen Berggipfeln flankiert.
Gespeist wird der Lake Marian von verschiedenen Gebirgsbächen und von dem von Nordnordwesten zulaufenden Marian Creek, der den See auch an seinem südöstlichen Ende zum Hollyford River/Whakatipu Kā Tuka hin entwässert.

## Wanderweg
Der See lässt sich über den 3,1 km langen Lake Marian Track erwandern, der von der unbefestigten Straße der Lower Hollyford Road aus zugänglich ist und mit dem Auto vom New Zealand State Highway 94 aus nach rund 1,45 km erreicht werden kann. Die Wanderzeit wird vom Department of Conservation mit 1 Stunde und 30 Minuten angegeben.